# Gustavo Álvarez Gardeazábal
Gustavo Álvarez Gardeazábal, né le 31 octobre 1945 à Tuluá, est un écrivain, journaliste et homme politique colombien. 
Il est gouverneur du Valle del Cauca du 1er janvier 1998 au 27 juillet 1999. 
Son roman Cóndores no entierran todos los días, paru en 1972, est adapté au cinéma en 1984 par Francisco  Norden sous le même nom.

## Œuvres

### Romans
- Piedra pintada, 1965
- Cóndores no entierran todos los días, 1972 (adapté au cinéma en 1984 par Francisco  Norden)
- La boba y el Buda, 1972 (vainqueur du Premio Ciudad de Salamanca)
- Dabeiba, 1972 (finaliste du prix Nadal en 1971)
- La tara del Papa, 1972
- El bazar de los idiotas, 1974 ((adapté en tant que telenovela)
- El titiritero, 1977
- Los míos, 1981
- Pepe botellas, 1984
- El Divino, 1986 (adapté en tant que telenovela par Caracol Televisión en 1987)
- El último gamonal, 1987
- Los sordos ya no hablan, 1991
- Comandante Paraíso, 2002
- Las mujeres de la muerte, 2003
- La resurrección de los malditos, 2008
- La misa ha terminado, 2013
- El resucitado, 2016

### Autres genres
- El gringo del cascajero, 1968
- Cuentos del Parque Boyacá, 1978
- Manual de crítica literaria, 1978
- Las cicatrices de don Antonio, 1997
- Perorata, 1997
- La novela colombiana entre la verdad y la mentira, 2002
- Prisionero de la esperanza, 2000
- Se llamaba el país vallecaucano, 2001
- La soledad también se hereda, 2015

## Distinctions
Il est docteur honoris causa en littérature de l'Université de Valle.
Il remporte en 1984 la Bourse Guggenheim.